# くにかぜIII

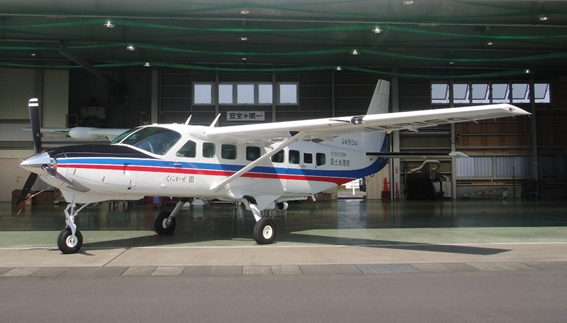
「くにかぜIII」機体（国土地理院ウェブサイトより）

くにかぜIIIは、2009年（平成21年）から運用されている国土地理院の航空測量用航空機。

## 概要
ビーチクラフト C90（海上自衛隊での名称はUC-90）を改装した「くにかぜII」の後継として、セスナ208が導入され、2009年から運用を開始した。登録記号はJA315G。
装備機器の大型化に伴って機体をセスナ208としたことにより、「くにかぜII」までの海上自衛隊徳島教育航空群第202教育航空隊から民間委託となった。現在は共立航空撮影により、調布飛行場を母基地として運用されている。
空中写真の撮影は国土地理院 基本図情報部 画像調査課 機動撮影係の職員が搭乗して実施する。

## 役割

### 災害時
- 地震の場合、震度6弱以上、その他の災害の場合は被害状況を踏まえ被災地を撮影する。

### 平時
- 電子国土基本図（地図情報）即時修正のためのピンポイント撮影
- 電子国土基本図（オルソ画像）整備のための小地域撮影
- 火山地域警戒のための平常時撮影
- 航空機SAR撮影
- 防災訓練
- 災害時対応のための撮影・情報収集
- 調査研究のための撮影

## 諸元
- 機種：セスナ208
- エンジン：ターボプロップエンジン
- 乗員：最大11名
- 全幅：15.88 ｍ
- 全長：12.67 ｍ
- 全高：4.52 ｍ
- 自重：1,861 kg
- 巡航速度：341 km/h
- 航続距離：1,797 km